# Joan Anton Camuñas Feijoo
Joan Anton Camuñas Feijoo (Barcelona, 1942) és Doctor en Dret per la Universitat de Montpeller, llicenciat en Ciències empresarials i màster en Direcció d'empreses per ESADE, i també en Filosofia i Lletres per la Universitat de Barcelona, ha estat president de la Federació Catalana de Vela i secretari general de l'Esport de la Generalitat de Catalunya.
Es va iniciar en la vela com a tripulant de la classe Snipe i després es va passar al 420 en el Club Vela Canet de Mar, entitat de la qual va ser comodor i vicepresident, i més tard va navegar la classe Estel. Va entrar com a secretari a la federació el 1983 com a secretari d'aquesta classe, i també ho va ser de les classes Làser i Hobi Cat. Va ser president del 1993 al 2000, i durant els seus set anys de mandat va dur a terme una important tasca de modernització de l'estructura federativa, a la qual es va concedir la gestió de l'Escola Municipal de Vela construïda al Port Olímpic de Barcelona. Fruit d'aquest esforç, la federació va rebre el 1998 el premi a la millor gestió global d'una federació esportiva, i l'escola Catalana de Vela, el premi al millor projecte de turisme actiu. També va formar part de la Comissió Delegada de la Federació Espanyola de Vela, va ser membre de la Comissió de Ports de la Generalitat, del Consell Executiu de la Unió de Federacions Esportives i del Consell Català de l'Esport.
Va ocupar el càrrec secretari general de l'Esport de la Secretaria General de l'Esport de la Generalitat de Catalunya, el 16 de maig de 2000 i es va mantenir en el càrrec fins al mes de març de 2002, quan el va substituir Josep Maldonado. El seu nomenament va coincidir en el temps amb el de Juan Antonio Gómez Angulo com a secretari d'Estado para el Deporte. Poc després de començar el seu mandat, el mes d'agost de 2000, va entrar en vigor el Text Únic de la Llei de l'Esport, que modificava la de 1988 i unificava la legislació vigent en matèria d'esports, fins a aquell moment estava repartida en tres textos diferents. La seva etapa com a secretari general es va caracteritzar per l'aplicació d'una gestió de política empresarial posada al servei de les necessitats de l'administració. Durant el seu mandat també es va aprovar el Pla director d'equipaments, que va desbloquejar les subvencions en aquesta matèria que estaven congelades des de 1994, i es va constituir el Tribunal Català de l'Esport, que va substituir el Comitè Català de Disciplina Esportiva.